# Mario Roberge
Joseph Mario Roberge (né le 25 janvier 1964 dans la ville de Québec, dans la province de Québec au Canada) est un joueur professionnel canadien de hockey sur glace qui joue à la position d'ailier gauche de 1985 à 2005.

## Biographie

### Son enfance et ses débuts
Dans sa jeunesse, il participe au Tournoi international de hockey pee-wee de Québec avec une équipe de hockey mineur de Québec.

### La Ligue nationale de hockey
Roberge commence sa carrière en Ligue nationale de hockey (LNH) avec les Canadiens de Montréal en 1991. Il joue toute sa carrière à Montréal et quitte la LNH après la saison 1995. Il remporte une Coupe Stanley avec Montréal en 1993, sa saison la plus réussie. En effet, il dispute 50 matchs, un sommet en carrière, et inscrit quatre buts ainsi que quatre mentions d'aide. Trois de ses buts sont décisifs. Il a également cumulé 142 minutes de pénalités. Il dispute trois matchs en séries éliminatoires, aidant les Canadiens à remporter leur 24e Coupe Stanley. 
Roberge était surtout connu pour son jeu physique et ses capacités de combat. Il a obtenu 314 minutes de pénalité en 112 matchs dans la LNH.

### Vie privée
Il est le frère de l'ancien joueur Serge Roberge.
En 2019, Mario Roberge a porté secours à deux femmes en les accompagnant hors de leur appartement en feu.

## Statistiques
| Saison     | Équipe                    | Ligue      |     | Saison régulière | Saison régulière | Saison régulière | Saison régulière | Saison régulière |   | Séries éliminatoires | Séries éliminatoires | Séries éliminatoires | Séries éliminatoires | Séries éliminatoires |
| Saison     | Équipe                    | Ligue      | PJ  | B                | A                | Pts              | Pun              | PJ               | B | A                    | Pts                  | Pun                  |                      |                      |
| 1981-1982  | Remparts de Québec        | LHJMQ      | 8   | 0                | 3                | 3                | 2                | -                | - | -                    | -                    | -                    |                      |                      |
| 1982-1983  | Remparts de Québec        | LHJMQ      | 69  | 3                | 27               | 30               | 153              | -                | - | -                    | -                    | -                    |                      |                      |
| 1983-1984  | Remparts de Québec        | LHJMQ      | 60  | 12               | 28               | 40               | 253              | 5                | 0 | 1                    | 1                    | 22                   |                      |                      |
| 1984-1985  | Saguenéens de Chicoutimi  | LHJMQ      | 11  | 3                | 6                | 9                | 41               | -                | - | -                    | -                    | -                    |                      |                      |
| 1985-1986  | St. John’s Capitals       | LHTNS      | 2   | 1                | 0                | 1                | 2                |                  |   |                      |                      |                      |                      |                      |
| 1985-1986  | Riviere-du-Loup           | Senior     |     |                  |                  |                  |                  |                  |   |                      |                      |                      |                      |                      |
| 1986-1987  | Lancers de la Virginie    | ECHL       | 52  | 25               | 43               | 68               | 178              | 12               | 5 | 9                    | 14                   | 62                   |                      |                      |
| 1987-1988  | Port-aux-Basques Mariners | Senior     | 37  | 24               | 65               | 89               | 152              |                  |   |                      |                      |                      |                      |                      |
| 1988-1989  | Canadiens de Sherbrooke   | LAH        | 58  | 4                | 9                | 13               | 249              | 6                | 0 | 2                    | 2                    | 8                    |                      |                      |
| 1989-1990  | Canadiens de Sherbrooke   | LAH        | 73  | 13               | 27               | 140              | 247              | 12               | 5 | 2                    | 7                    | 53                   |                      |                      |
| 1990-1991  | Canadiens de Montréal     | LNH        | 5   | 0                | 0                | 0                | 21               | 12               | 0 | 0                    | 0                    | 24                   |                      |                      |
| 1990-1991  | Canadiens de Fredericton  | LAH        | 68  | 12               | 27               | 39               | 365              | 2                | 0 | 2                    | 2                    | 5                    |                      |                      |
| 1991-1992  | Canadiens de Montréal     | LNH        | 20  | 2                | 1                | 3                | 62               | -                | - | -                    | -                    | -                    |                      |                      |
| 1991-1992  | Canadiens de Fredericton  | LAH        | 6   | 1                | 2                | 3                | 20               | 7                | 0 | 2                    | 2                    | 20                   |                      |                      |
| 1992-1993  | Canadiens de Montréal     | LNH        | 50  | 4                | 4                | 8                | 142              | 3                | 0 | 0                    | 0                    | 0                    |                      |                      |
| 1993-1994  | Canadiens de Montréal     | LNH        | 28  | 1                | 2                | 3                | 55               | -                | - | -                    | -                    | -                    |                      |                      |
| 1994-1995  | Canadiens de Montréal     | LNH        | 9   | 0                | 0                | 0                | 34               | -                | - | -                    | -                    | -                    |                      |                      |
| 1994-1995  | Canadiens de Fredericton  | LAH        | 28  | 8                | 12               | 20               | 91               | 6                | 1 | 1                    | 2                    | 6                    |                      |                      |
| 1995-1996  | Canadiens de Fredericton  | LAH        | 74  | 9                | 24               | 33               | 205              | 4                | 0 | 2                    | 2                    | 14                   |                      |                      |
| 1996-1997  | Rafales de Québec         | LIH        | 68  | 8                | 17               | 25               | 256              | 5                | 0 | 1                    | 1                    | 5                    |                      |                      |
| 1998-1999  | Garaga de Saint-Georges   | LHSPQ      | 34  | 5                | 24               | 29               | 214              |                  |   |                      |                      |                      |                      |                      |
| 1999-2000  | Garaga de Saint-Georges   | LHQSP      | 26  | 5                | 22               | 27               | 106              | -                | - | -                    | -                    | -                    |                      |                      |
| 1999-2000  | Prowlers de Mohawk Valley | LHU        | 36  | 7                | 14               | 21               | 100              | 7                | 0 | 3                    | 3                    | 27                   |                      |                      |
| 2000-2001  | Garaga de Saint-Georges   | LHQSP      | 43  | 8                | 15               | 23               | 129              | 20               | 0 | 7                    | 7                    | 40                   |                      |                      |
| 2001-2002  | As de Québec              | LNAH       | 17  | 5                | 7                | 12               | 93               | -                | - | -                    | -                    | -                    |                      |                      |
| 2004-2005  | Cousin de Saint-Hyacinthe | LNAH       | 10  | 0                | 4                | 4                | 24               |                  |   |                      |                      |                      |                      |                      |
| Totaux LNH | Totaux LNH                | Totaux LNH | 112 | 7                | 7                | 14               | 314              | 15               | 0 | 0                    | 0                    | 24                   |                      |                      |